# La Escalera
La Escalera est la capitale de la paroisse civile d'Yacambú de la municipalité d'Andrés Eloy Blanco de l'État de Lara au Venezuela. 